# Penitentiair psychiatrisch centrum
Een penitentiair psychiatrisch centrum, afgekort PPC, is in Nederland een afdeling, of een complex afdelingen, in een gevangenis waar continue psychiatrische zorg beschikbaar is.

## Doel
Het doel van een psychiatrisch centrum in een gevangenis is het bieden van psychiatrische zorg aan gedetineerden met een psychiatrische aandoening, verslaving en/of verstandelijke beperking en het door behandeling verminderen van de risicofactoren voor recidive binnen en buiten de gevangenis.

## Recht op zorg
Gedetineerden hebben wettelijk recht op dezelfde zorg als in vrijheid. Daarbij hoort ook het recht op geestelijke gezondheidszorg wanneer dat nodig is. Over het algemeen kunnen gedetineerden, die kampen met een psychiatrische stoornis, verslaving, verstandelijke beperking of een combinatie hiervan opgenomen worden in een regulier psychiatrisch ziekenhuis. Wanneer gedetineerden niet terechtkunnen in een reguliere ggz-instelling, bijvoorbeeld om veiligheidsredenen, kunnen zij worden geplaatst in een PPC.

## Noodzaak
De Inspectie Gezondheidszorg en Jeugd beschouwt gedetineerden met psychiatrische en verslavingsproblemen als een kwetsbare groep. Deze groep verblijft niet alleen gedwongen in detentie, maar kampt ook nog eens met psychische problemen. Onder andere naar aanleiding van het rapport van het parlementair onderzoek TBS-stelsel onder leiding van Arno Visser openden vanaf 2008 vijf PPC's hun deuren. De commissie concludeerde dat detentie een negatieve invloed kan hebben op de stoornis van een tbs-gestelde, maar ook op de stoornis van een niet tbs-gestelde in een penitentiaire inrichting.
Ongeveer een op de tien gedetineerden heeft een psychiatrische stoornis, waarvan slechts een klein deel een tbs-maatregel krijgt opgelegd. Dit betekent dat een deel van de gedetineerden niet de extra zorg kreeg die zij wel nodig hadden. In 2006 riep de Parlementaire Onderzoekscommissie TBS op om de zorg voor deze gedetineerden op hetzelfde peil te brengen als buiten het gevangenissysteem. De PPC's voorzien in deze extra zorg.

## Uitvoering
De Dienst Justitiële Inrichtingen van het ministerie van Justitie biedt zorg en behandeling voor psychisch zieke gedetineerden in vier PPC's in de penitentiaire inrichtingen:
- Justitieel Complex Zaanstad, Westzaan
- Penitentiaire Inrichting Haaglanden, Scheveningen
- Penitentiaire Inrichting Vught, Vught
- Penitentiaire Inrichting Zwolle, Zwolle

Het belangrijkste verschil tussen PPC's en reguliere ggz-instellingen is dat PPC's zich binnen de muren van een penitentiaire Inrichting (PI) ofwel gevangenis bevindt, waarmee ze voldoen aan justitieel beveiligingsniveau 4.
De gemiddelde verblijfsduur is drie tot vijf maanden. In deze periode wordt de patiënt gestabiliseerd, gediagnosticeerd en gemotiveerd tot verdere behandeling in een reguliere ggz-instelling wanneer dat nodig is. Een PPC maakt dan ook nadrukkelijk deel uit van de zorgketen en werkt samen met andere instellingen binnen de forensische psychiatrie. Indien blijkt dat een behandeling niet aanslaat of dat een gedetineerde onvoldoende gemotiveerd is, kan hij/zij worden teruggeplaatst naar een reguliere justitiële afdeling.

## Voormalige PPC's
- Penitentiaire Inrichting Zuid-Oost had tot 2013 een PPC in Maastricht.
- In de Bijlmerbajes bestond tot 2016 penitentiair psychiatrisch centrum Amsterdam.